# Peder Østlund
Peder Østlund (* 7. Mai 1872; † 22. Januar 1939) war ein norwegischer Eisschnellläufer.
Er wurde 1898 in Davos und 1899 in Berlin Weltmeister im Mehrkampf. 1899 und 1900 siegte er auch bei den Europameisterschaften.
Østlund stellte in seiner Karriere zehn Weltrekorde auf und führte den Adelskalender für 3299 Tage an.

## Persönliche Bestzeiten
¹ = Weltrekord zur Zeit des Laufes